# El Resolís
|  | No s'ha de confondre amb Bar Resolis. |

El Resolís és un bar històricament molt destacat de la Vila de Gràcia. Actualment, és regentat per La Barraqueta.
Es va fundar el 1863. Al començament de la segona meitat del segle xx, va servir de seu als partits polítics de la Falange Española i Fuerza Nueva.
El 1977, a l'inici de la transició espanyola, un castellanomanxec paio anomenat Joaquín, culer i partidari de la tauromàquia, va prendre possessió del restaurant. Com que estava situat a la plaça del Raspall, pertanyent al barri històricament gitano de Gràcia, cap a tombants del segle xx es va consolidar com el punt de trobada de la comunitat gitana gracienca. De fet, hi era contigu el local de la Unió Gitana de Gràcia. En aquest temps s'hi servia truita de patates, pa amb tomàquet, botifarra i manxego, entre d'altres.
Va ser un comerç que va obtenir molta popularitat, sobretot anualment durant les festes de Gràcia i a la llarga mentre en Joaquín hi va ser. Al llarg de la seva trajectòria, va rebre clients cèlebres com els membres d'Skatalà, Moncho, Ovidi Montllor, El Pescaílla i Gato Pérez. De fet, en tancar el bar Petxina, Gato Pérez va convertir El Resolís en el centre de reunió d'ell amb els joves rumbers graciencs. D'altra banda, el poeta Enric Casasses va ressaltar-ne el fet que s'havia mantingut com era sense atendre a les transformacions urbanístiques.
El 2010, es va anunciar que tancaria, però eventualment no va ser així. Així i tot, el 2013, després de més de 30 anys darrere la barra, en Joaquín va decidir tancar-lo poc abans de la Setmana Santa perquè es jubilava. Amb tot, malgrat la intenció inicial de vendre'l, el nucli gracienc de la CUP i Endavant van negociar-hi per a convertir-lo en un centre de reunió estil batzoki. Hi veien factible un projecte de local social i obert.
Així doncs, el 5 de març del 2014, el bar va ser reinaugurat i va passar a ser la seu de l'Ateneu La Barraqueta, vinculat a l'esquerra independentista. En si, la comissió gestora de l'Ateneu la formen Endavant, La Sirga i les divisions del barri de la CUP i Arran. Segons Ricard Valentí, president de l'Associació de Joves Gitanos de Gràcia, el traspàs del bar representa l'abandonament total de la identitat gitana per part del barri —cosa que s'havia exposat com a problema fins i tot el 2010 amb l'anunci del tancament, que va coincidir amb la pèrdua de la seu de la Unió Gitana de Gràcia. A partir del traspàs hi va haver solament tres canvis substancials: el restaurant en endavant es diria La Barraqueta-Resolís, la tauromàquia no s'hi va emetre més i el menú va centrar-se més en la gastronomia catalana i valenciana.
En el darrer període, entre els productes que oferia predominaven els plats mediterranis a preus populars, cuinats pel jove il·licità Jordi Aldeguer: paella valenciana, paella de llagostí, arròs a banda, moixama i tabellacos. A banda, a partir de les dades obtingudes en ressenyes de la Catalapp, la Plataforma per la Llengua va determinar l'octubre del 2021 que era l'establiment comercial més responsable lingüísticament de tot Gràcia, seguit de la Llibreria Ona i el restaurant dels Lluïsos de Gràcia. L'any següent, el 2022, va ser una de les entitats participants de les (Re)voltes Gitanes de la Vila de Gràcia, un recorregut pel barri per a documentar la memòria històrica del poble gitano. Finalment, per un desacord en les condicions de renovació de la gestió de l'espai, el 25 de febrer del 2023 va tancar, tot i que no definitivament. El març del 2023 van començar a planificar la reobertura, que s'efectuaria gràcies a la compra del local a mitjan juny per part de La Barraqueta. Van decidir assembleàriament de comprar l'espai físic a través d'un acord amb el propietari i un crèdit a 15 anys. La reobertura com a tal va tenir lloc el 9 de setembre del 2023.